# Veronica undulata
Veronica undulata är en grobladsväxtart som beskrevs av Nathaniel Wallich. Veronica undulata ingår i släktet veronikor, och familjen grobladsväxter. Utöver nominatformen finns också underarten V. u. extensa.

## Bildgalleri

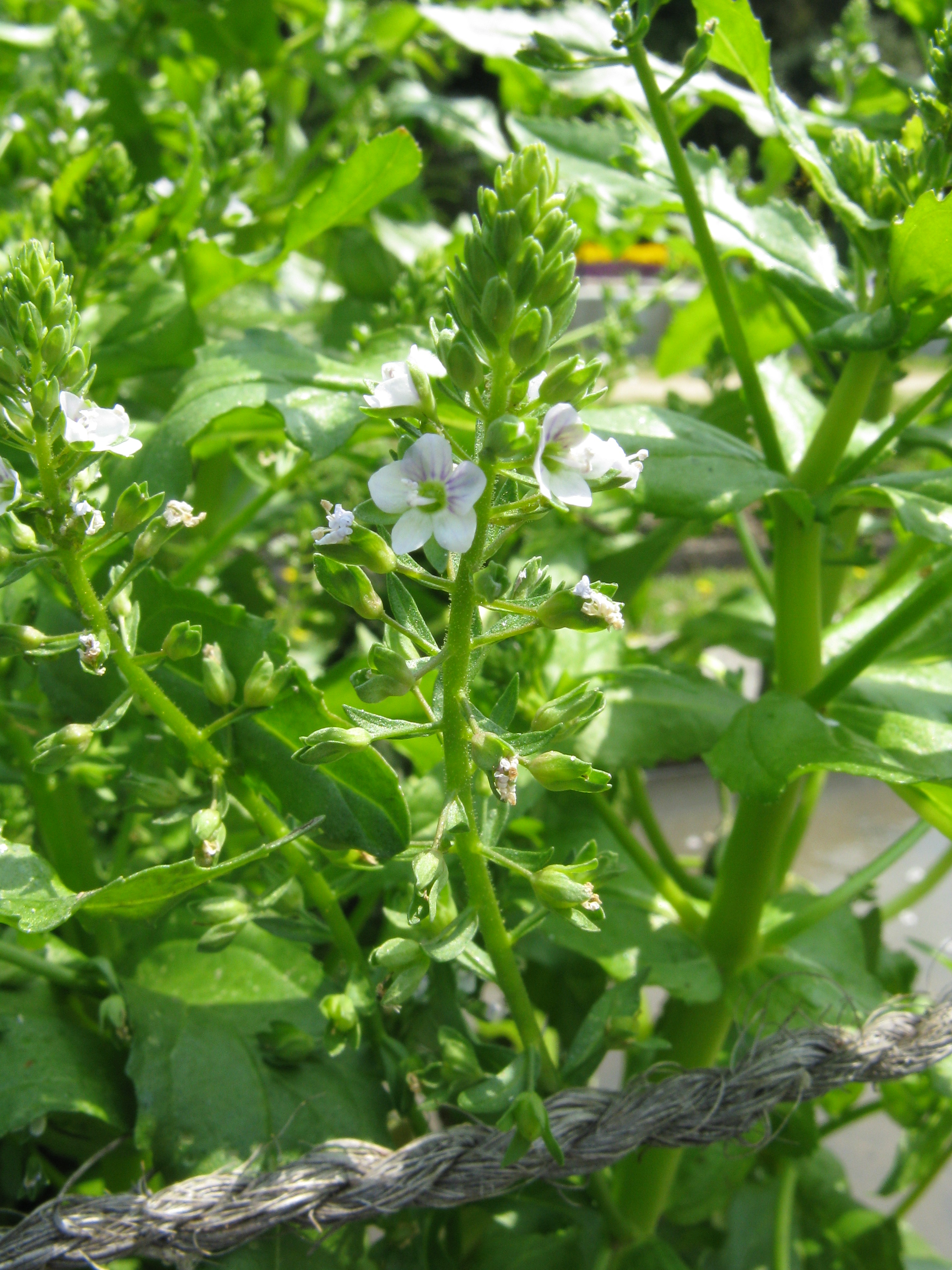
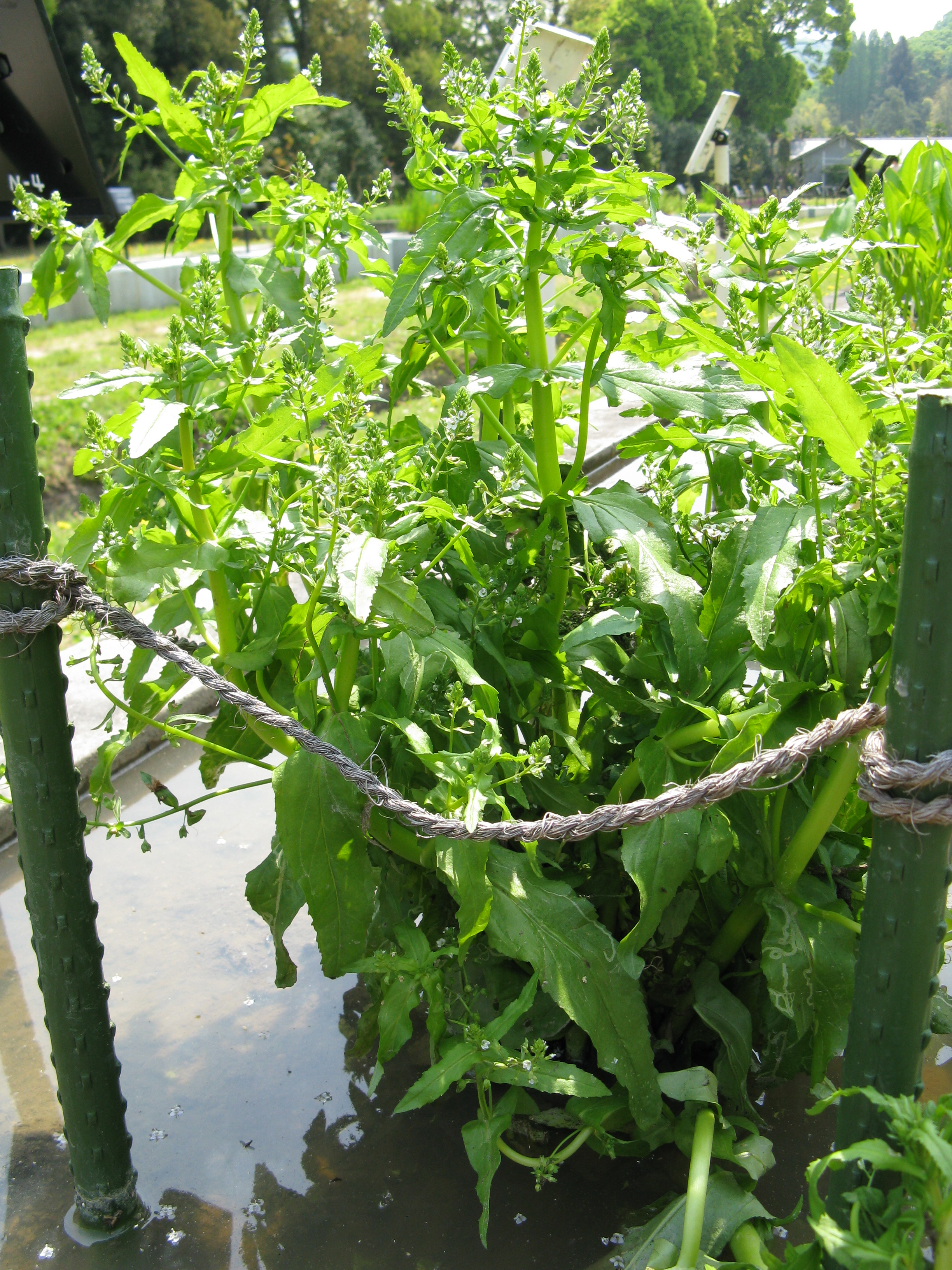